# Fartygsmaskineri
Fartygsmaskineri är det maskineri som finns ombord i ett fartyg. Förutom framdriftsmaskineriet omfattar fartygsmaskineriet elkraftsproduktion, färskvattenproduktion, kylmaskineri, brandsläckningsutrustning, avloppssystem med mera. För driften och underhållet av ett fartygsmaskineri ansvarar fartygsingenjörer.

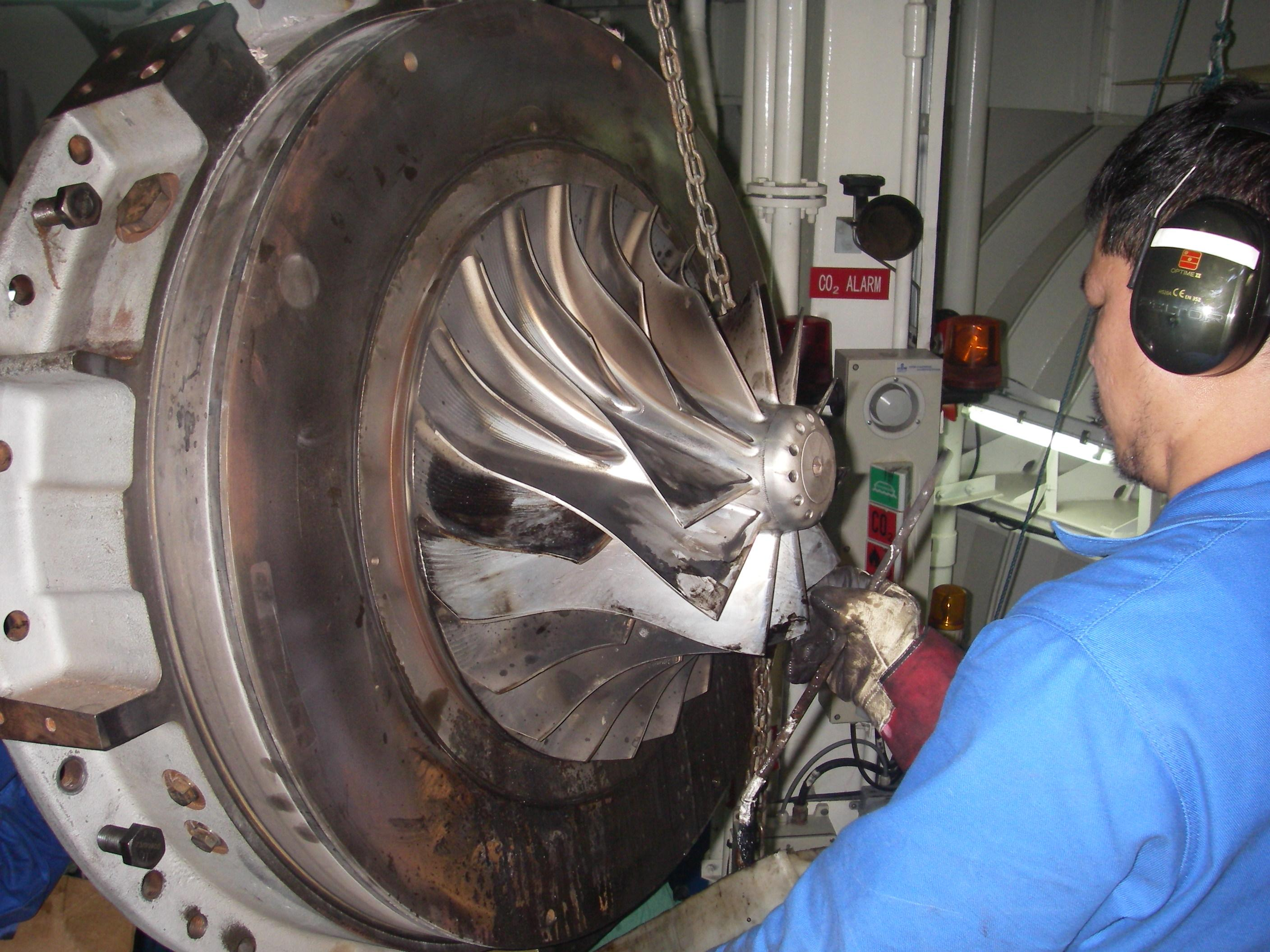
En fartygsingenjör rengör kompressorsidan av en fartygsmotors turboaggregat

## Framdrift
Fartygs framdrift sker idag främst med propellrar och i de flesta fall med endast en. Då en stor maskin kräver ett stort djupgående har vissa fartyg två eller flera mindre maskiner för att få ut tillräcklig effekt. Varje propeller är via en propelleraxel förbunden med en framdrivningsmaskin, vanligtvis en kompressionständande motor. Ibland kopplar man via en växel ihop två motorer till en och samma axel.

### Propeller

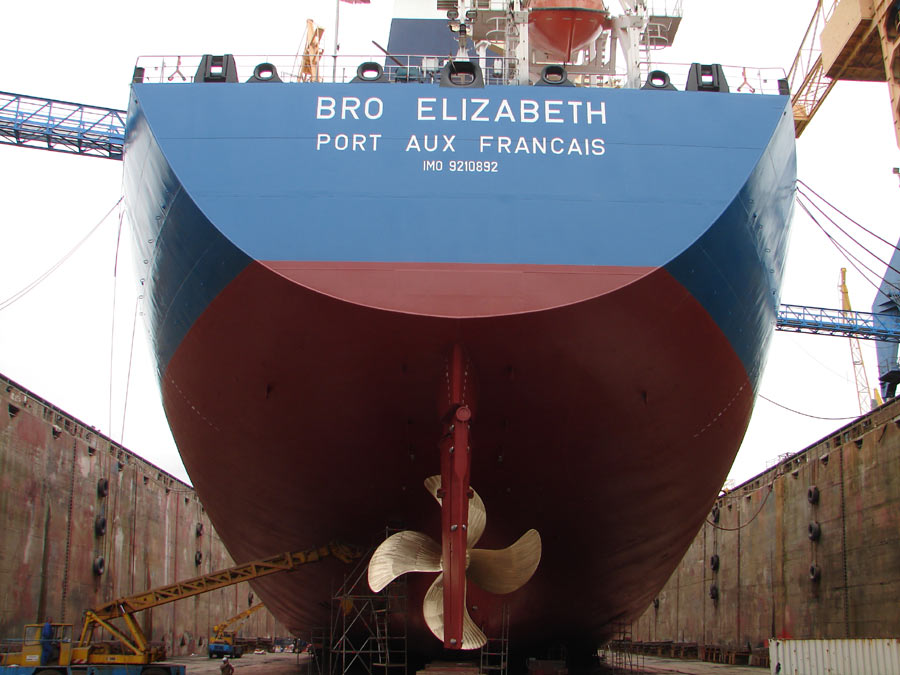
Fartyg med endast en propeller samt roder

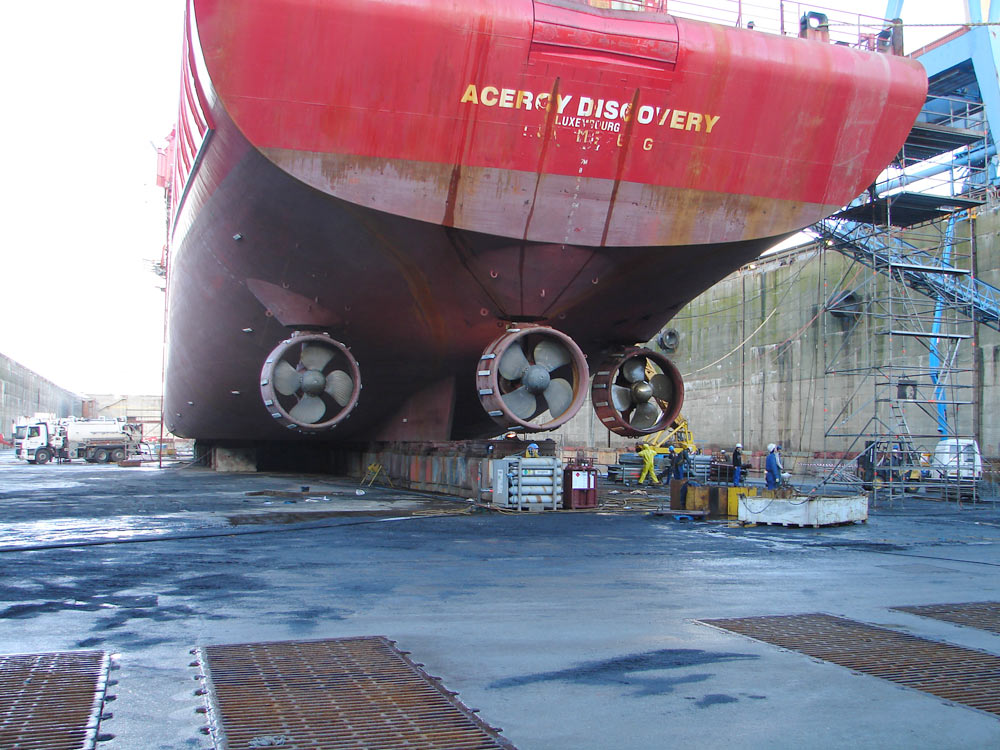
Fartyg med flera roderpropellrar

#### Fast stigning
På större fartyg har propellern så kallad fast stigning. Fast stigning innebär att propellerbladen är fast monterade på axeln, vilket medför att framdrivningskraften står i direkt proportion till framdrivningsmaskinens varvtal. För att backa med ett fartyg med fast stigning behöver man således ändra axelns riktning. På små fartyg utförs detta med hjälp av ett backslag, en typ av växellåda som byter riktning på axeln. På grund av den stora effekten som fartygsmaskiner utvecklar finns emellertid inga backslag som klarar av den belastning som uppstår när man slår back. På grund av detta måste stora fartyg stoppa sin huvudmaskin, låta propelleraxeln sluta rotera, och starta upp maskinen baklänges. Denna procedur tar en stund att genomföra, vilket innebär att fartygets manöverduglighet minskas. I och med att huvudmaskinen oftast måste startas med tryckluft, begränsar tillgången på tryckluft också antalet fram- och backmanövrar.

#### Variabel stigning
På grund av ovanstående problem har de flesta mindre fartyg idag vad man kallar variabel stigning. Principen utvecklades av det svenska företaget Christinehamns Jernwägs Werkstad, senare Karlstads Mekaniska Werkstad, förkortat KaMeWa. Variabel stigning innebär att man med hjälp av hydraulik kan vrida propellerbladen i deras fästen på propelleraxeln. På detta sätt kan man reglera propellerns kraft framåt eller bakåt utan att ändra axelns varvtal. Än idag kallas propellrar med ställbara blad ofta för KaMeWa-propellrar, trots att företaget år 1998 köptes av Rolls-Royce och idag utgör Rolls-Royce Marine AB.

### Vattenjet
Till en början användes vattenjet främst i mindre nöjesbåtar. 1998 byggdes det första stora fartyget med vattenjetdrift och idag är vattenjet den vanligaste typen av framdrift för fartyg avsedda för farter över 30 knop. Ett vattenjetaggregat liknar en vanlig propeller, en impeller roterar inne i ett rör vilket får vatten att strömma genom röret. Skillnaden är dock att en propeller driver fartyget framåt genom att åstadkomma en tryckskillnad mellan dess fram- och baksida, medan vattenjetet drivs fram av reaktionskraften som skapas när vattnet accelererar ut från pumpen. Detta gör det omöjligt att backa med ett vattenaggregat genom att bara rotera impellern åt andra hållet. Därför är aggregaten utrustade med ett så kallat reverseringssystem. Reverseringssystemet består av en "skopa" som kan sänkas ned bakom jetaggregatet. Vid framdrift är skopan uppfälld och allt vatten pumpas rakt bakåt. För att stanna fartyget sänks skopan ned en bit så att lika mycket vatten strömmar framåt som bakåt. Sänks skopan ned ytterligare riktas vattenströmmen framåt och fartyget kommer att backa. Detta ger mycket snabba manövrar mellan fram- och backdrift. Aggregatets munstycke kan även vinklas åt sidorna, varför fartyg med vattenjet inte behöver utrustas med roder.

### Voith-Schneider-propeller

Funktionen hos en Voith-Schneider-propeller

En Voith-Schneider-propeller är en speciell typ av propeller som består av en vertikal rotationsaxel med flera blad. Hela aggregatet, eller cirkelplattan som bladen sitter fast på, roterar med konstant hastighet oavsett fartygets hastighet. När fartyget står still är bladen i neutral position men roterar fortfarande runt aggregatets centrumpunkt. Bladen rör sig då i vattnet men förflyttar inte vattnet i någon riktning. När man vill ha drivning på fartygen ändras stigningen på bladen så att de förflyttar vatten i motsatt riktning mot fartygets önskade riktning. Beroende på var bladen befinner sig på cirkelplattan så är stigningen olika för att förflytta fartyget i önskad riktning. Detta innebär att bladen ändrar stigning hela tiden under ett helt varv av cirkelplattan. Voith-Schneider-propellern ger mycket goda manöveregenskaper. Den är dock tung, komplicerad och dyr används därför endast i speciella fartyg, såsom vägfärjor och minröjare.

### Förbrännings-elektrisk drift
Ett annat sätt att öka ett fartygs manöverduglighet är att använda sig av förbrännings-elektrisk framdrift. Detta innebär att man kopplar fartygets huvudmaskiner till generatorer för att generera elektrisk ström som sedan leds till elektriska motorer vilka driver fartyget framåt. På detta vis kan man steglöst reglera propelleraxelns varvtal medan motorernas varvtal är konstant.
Denna framdrivningsmetod har även fördelen att den är platsbesparande, då maskinerna som genererar den elektriska strömmen kan placeras på valfri plats i fartyget eftersom inga axlar behövs utan endast kablar till den elektriska framdriftsmotorn. Nackdelen är dock att utrustningen har högre installationskostnad och att verkningsgraden är 7-9 % sämre än för ett förbränningselmekaniskt arrangemang.
För att ytterligare spara plats är somliga fartyg utrustade med roderpropeller. Detta innebär att den elektriska motorn sitter i en konsol på utsidan av fartyget, medan endast elproduktionsutrustningen finns inne i fartyget.

## Huvudmaskin

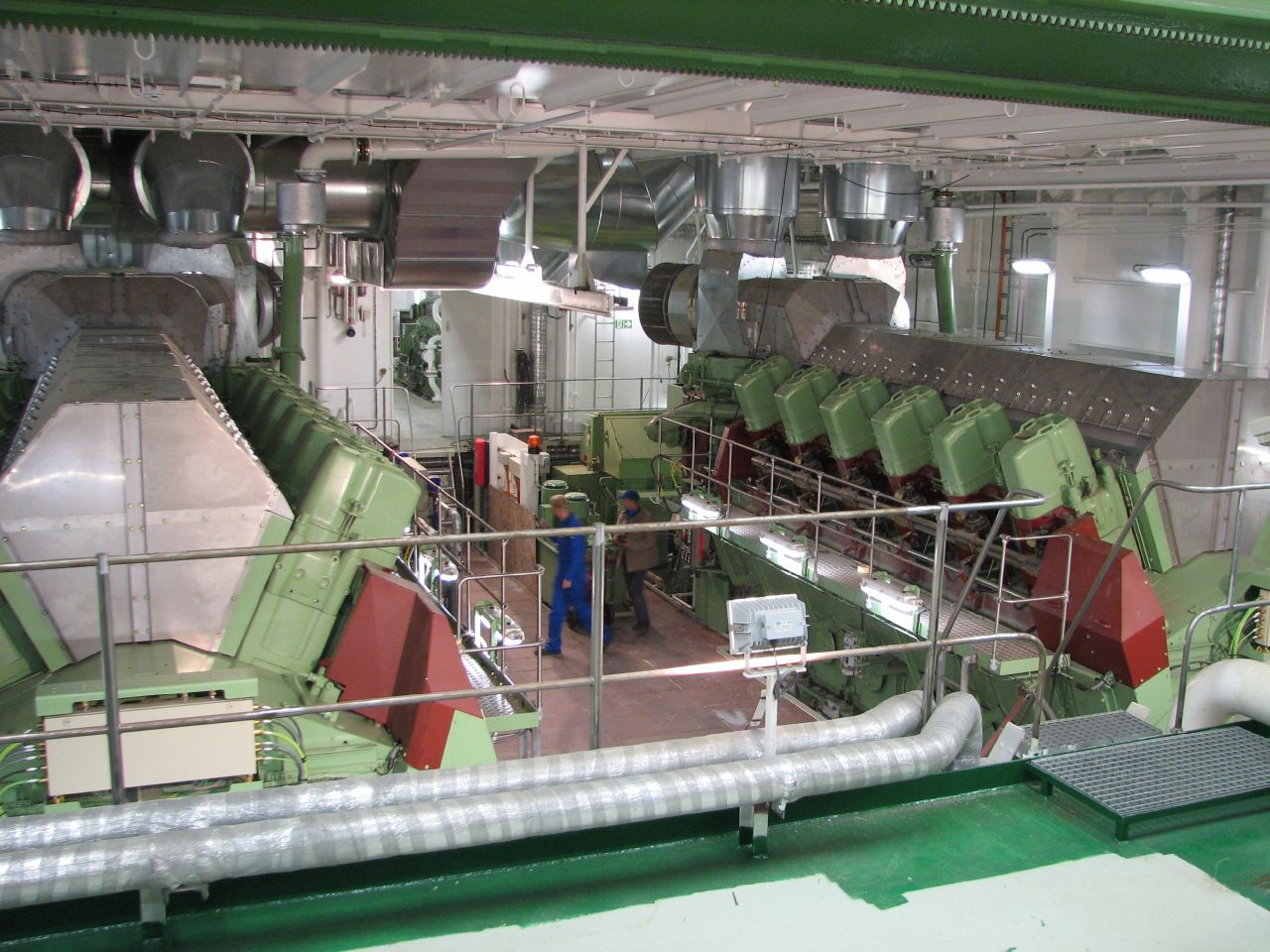
Två fyrtaktsmaskiner intill varandra

I det stora flertalet av fartyg består huvudmaskineriet av en eller flera oljedrivna tvåtakts- eller fyrtakts-motorer. En vanlig missuppfattning är att de drivs av diesel, men i själva verket är diesel en kraftigt raffinerad och mindre energität produkt med ett högt literpris, vilket gör att den väljs bort till förmån för andra oljor som inte är lika eftertraktade och har ett lägre pris genom att de inte vidareprocessats i raffinaderierna. I SECA-området får endast lågsvavliga gasoljor användas som bränsle om inte fartyget utrustats med avancerad avgasrening. Vanliga drivmedel till fartyg är gasolja (eldningsolja klass 1, även kallad E10 Villaolja), vakuumgasolja Eo3A, RMD 80 m fl. Vilken typ av maskin som används beror på hur fartyget ser ut, samt hur det skall användas. Fyrtaktsmotorer tar i regel upp mindre plats än tvåtaktsmotorer, stora tvåtaktsmotorer kan vara uppemot 20 meter höga.
I de flesta fartyg, framför allt tankfartyg, är maskinrummet komprimerat till en så liten längd som möjligt för att ge så mycket utrymme som möjligt till lastrum. Fartyg med överbyggnad i aktern har normalt ett maskinrum som sträcker sig lika långt som överbyggnaden. I dessa maskinrum är det därför optimalt att ha en stor huvudmaskin för framdrift. 
I roro-, kryssnings- och passagerarfartyg spelar dock maskinrummets höjd större roll än dess längd. I dessa fartyg består framdrivningsmaskineriet oftare av flera mindre huvudmaskiner, vilka inte tar upp lika stor plats i höjdled. På detta är bilden till höger ett bra exempel. De två maskinerna skulle kunna ersättas med en större men då skulle maskinrummet ta upp mycket större plats i höjdled. För att ytterligare minska utrymmet som maskinrummet tar upp använder många färjor och kryssningsfartyg förbrännings-elektrisk framdrift, då maskinerna kan placeras ut på valfri plats i fartyget.
Även gasturbiner används som huvudmaskiner på fartyg, antingen som enda framdriftsmaskineri eller i kombination med kompressionständande motorer. Gasturbiner är mycket vanliga inom örlogsflottor, men har haft svårt att slå igenom inom annan sjöfart. Denna maskin är kompakt och ger därmed mera plats för last eller passagerare, och har även lägre NOx-utsläpp.

## Elkraftsproduktion
Då fartyg inte är kopplade till något elnät måste all elkraft till belysning, värme och så vidare produceras ombord. Elektriciteten som används ombord är i regel trefas växelström och spänningen varierar från fartyg till fartyg mellan 440 och 11 000 volt och frekvensen 50 till 60 Hz. I fartyg används vanligtvis ingen nolledare för elkraften, vilket innebär att man måste använda sig av transformatorer för att ge strömförsörjning till 230 volts-förbrukare.

### Axelgenerator
För elkraftsproduktion har de flesta fartyg en generator kopplad till propelleraxeln. Dessa fartyg har normalt propeller med variabel stigning då propelleraxelns varvtal måste vara konstant för att få konstant frekvens på strömmen. Moderna fartyg är dock ofta utrustade med frekvensomformare som gör det möjligt att hålla strömmens frekvens konstant även vid variationer av axelns varvtal. En generator på propelleraxeln ger dock endast kraft så länge fartyget har huvudmaskinen igång.

### Generatoraggregat

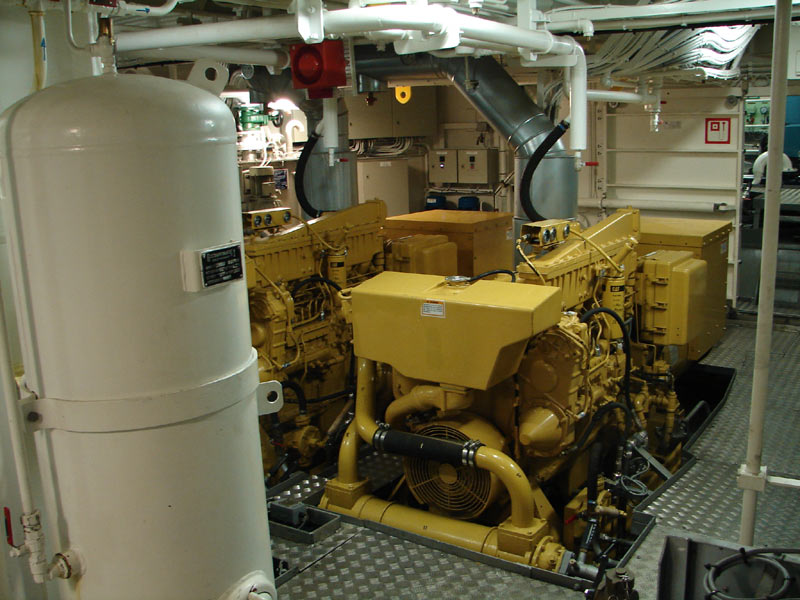
Ett generatoraggregat

För att inte behöva köra huvudmaskinen konstant är fartyg utrustade med separata generatoraggregat för elproduktion under hamnuppehåll. Dessa aggregat kallas i dagligt tal för hjälpmaskiner eller hjälpkärror. För att minska risken för strömavbrott kan fartyg ha två stycken generatoraggregat. Varje aggregat skall då själv kunna förse fartyget med tillräcklig elkraft, skulle den ena haverera kan den andra ta över hela lasten. Många fartyg har även ett tredje så att man kan ställa av en för underhåll och ändå ha två kvar i beredskap.

### Turbogenerator
Stora huvudmaskiner producerar mycket stora mängder överflödig värme som avleds genom kylvattnet och avgaserna. Spillvärmen i avgaserna kan man ta vara på genom att i en panna låta dem koka upp vatten, som sedan leds till en turbin kopplad till en elgenerator. Därigenom omvandlar man värmeenergin till elektrisk energi,

### Nödgenerator
För att säkerställa att de viktiga funktionerna ombord alltid skall kunna få elkraft kan fartyg vara utrustade med ett nödgeneratoraggregat. Dessa funktioner innefattar nödbelysning, brandpumpar, navigationsutrustning, styrmaskin och dylikt. Vid ett strömavbrott, eller black-out som det kallas, skall nödgeneratorn starta automatiskt och direkt börja generera ström till nödförbrukarna. Då en brand i maskinrummet skulle kunna sätta de vanliga generatorerna ur bruk är oftast nödgeneratorn placerad i ett utrymme helt avskiljt från det vanliga maskinrummet. Nödgeneratorn kan även ha en bränsletank som är separerad från de övriga generatorerna, ifall dålig bränslekvalitet skulle orsaka maskinhaveri.

## Bränslesystem
År 1920 var 80 procent av världens fartyg ångfartyg, de flesta koleldade. Idag används oftast diverse olika eldningsoljor, s.k gasoljor, eller tjockolja som fartygsbränsle. Gasoljan är mycket renare än tjockoljan, men även dyrare.
Då tjockoljan har en hög viskositet, vilket innebär att den är trögflytande, behöver den värmas för att kunna pumpas, och värmas ännu mer för att kunna sprutas in i motorn.
Ett fartygs bränslesystem består normalt av flera olika delar. När fartyget bunkras släpps oljan ned i vad som kallas för förrådstankar (en: storage tanks). Därefter pumpas oljan till en eller flera settlingstankar. Dessa tankar bör vara smala och höga för att oljan skall skikta sig så att eventuellt vatten sjunker ned till botten av tanken där det kan dräneras ut. Efter settlingstanken pumpas oljan till en separator, som med hjälp av rotation åstadkommer en konstgjort gravitation som gör att vatten och andra föroreningar kan separeras ut ur oljan. Efter separatorn går oljan till en tank som kallas för servicetank eller dagtank. Efter servicetanken pumpas oljan till en så kallad booster-enhet som värmer upp oljan tillräckligt för att kunna sprutas in i motorn. Därefter pumpas den till bränslepumparna vilka pumpar in oljan i cylindrarna.

## Färskvattenproduktion

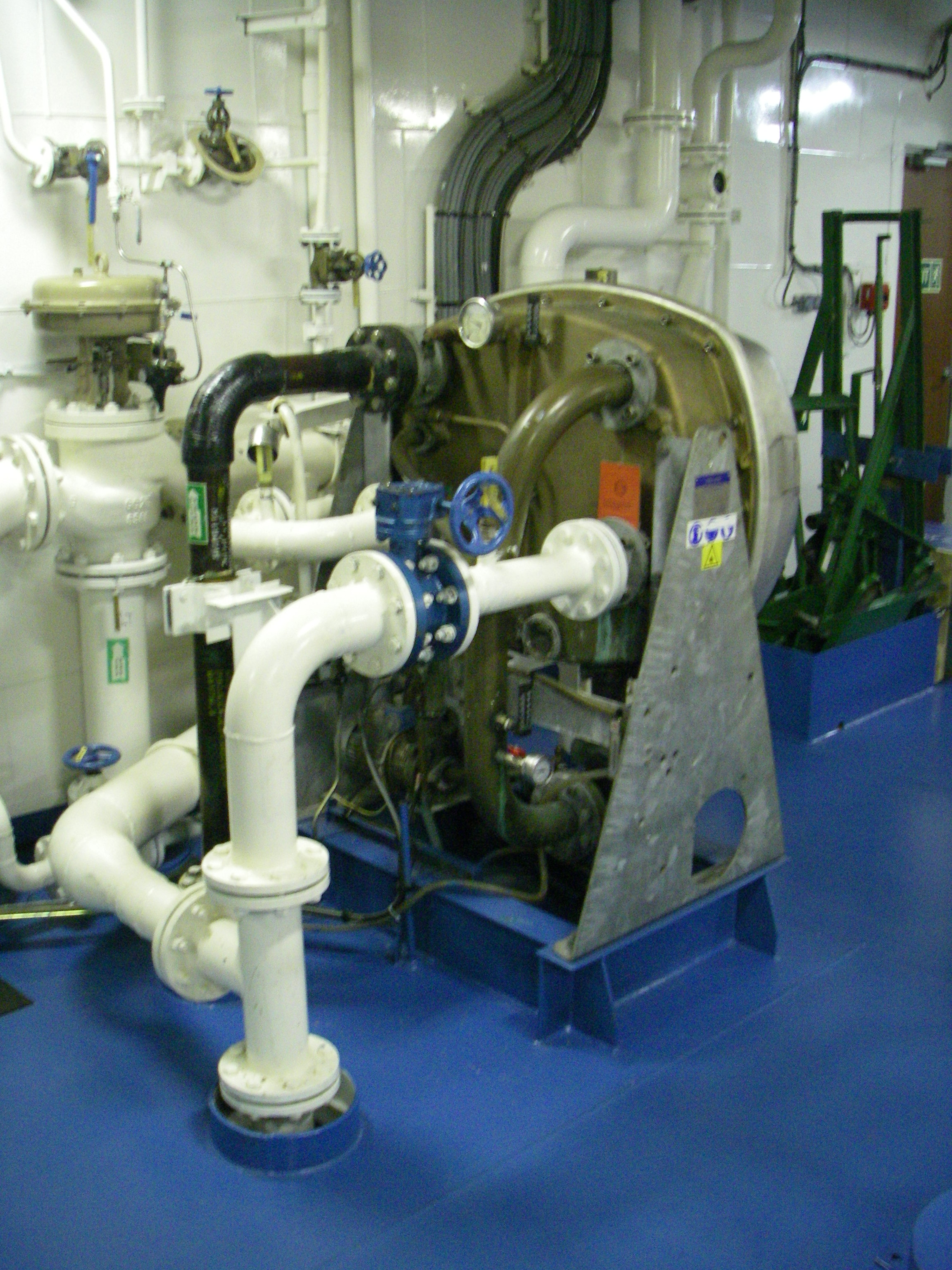
En evaporator

Somliga fartyg fyller under sina hamnuppehåll upp sina färskvattentankar. De allra flesta oceangående fartyg producerar emellertid sitt eget färskvatten. Detta kan göras med två metoder, den vanligaste är att man använder sig av en evaporator. Denna metod använder sig av fenomenet att vattens kokpunkt sjunker med sjunkande tryck. Man använder därför en ejektor för att suga ned ett utrymme till ett tryck där vattens kokpunkt hamnar under den temperatur huvudmaskinens kylvatten håller, vilket är cirka 80 grader. Genom att ha det varma kylvattnet cirkulerande i värmeväxlare i tanken kan man därefter koka havsvatten, som också pumpats in i tanken, och därefter ta vara på ångan som sedan blir till dricksvatten. Då detta vatten är destillerat behöver det efter evaporatorn passera ett mineralfilter där metaller och mineraler tillsätts.
Den andra metoden man kan använda sig av kallas för omvänd osmos. Denna metod innebär att man med högt tryck pressar havsvattnet genom ett membran, med så små hål att salt inte kan ta sig igenom, och vattnet på andra sidan blir färskt.

## Värmeväxlare
En marin värmeväxlare är inte mer annorlunda än en vanlig värmeväxlare, förutom att de finns ombord på fartyg. Värmeväxlare kan användas i flera olika syften. Som namnet antyder så kan det användas både för kylning och uppvärmning. Primära typerna för värmeväxlare i den maritima industrin är plattvärmeväxlare. Genom att underhålla värmeväxlare förhindrar man galvanisk korrosion och att oönskade partiklar sätter sig fast.

### Plattornas utformning
Plattvärmeväxlare är designade med flera parallella plattor som är ihopsatta för att forma huvudkylningen. Denna utformning har ett litet fotavtryck alltså en mindre påverkan på miljön jämfört med andra värmeväxlare. Plattorna är utformade på ett sådant sätt så att turbulens uppstår över hela ytan för att få den maximala värmeöverföringen. Plattvärmeväxlare är uppbyggd med flera plattor och runt om plattorna så har man en gummipackning för att täta så det inte blir några läckage men även för att vätskorna inte skall blandas med varandra. Man pressar sedan ihop plattorna med hjälp av bultar, mellan en stationär ram del (stativ-platta) och en rörlig ram del (tryck-platta). På varannan platta pressas den kylande vätskan upp och den varma vätskan ner. Plattorna är formpressade med spår som vätskan flödar igenom. På plattvärmeväxlare har man två inlopp och två utlopp, på den vänstra sidan har man utloppet av den kalla vätskan placerat högst upp och längst ner på den vänster sidan är inloppet för den kalla vätskan. För den varma vätskan är det precis tvärtom, man har vänt på inlopp och utlopp så att den varma vätskan strömmar in där uppe på högra sidan och strömmar sedan ut där nere på den högra sidan. Eftersom den varma och kalla vätskan är placerade på varannan platta, så får man en optimal värmeöverföring. Den kalla vätskan ökar i temperatur medan den värma vätskans temperatur sänks.
Det finns olika utformning av plattvärmeväxlare, vissa har insatsfilter monterade vid inloppet av sjövattnet, vilket gör att man minskar mängden smuts som kan ta sig in i värmeväxlaren. När man har insatsfilter kan man förlänga värmeväxlarens rengöringsperiod. Vilket gör att man kan använda värmeväxlaren under en längre period, detta gör det mer optimalt för driften. Istället för att behöva rengöra hela plattvärmeväxlare räcker det med att man byter filtret lite mer ofta. Det finns många fördelar med att inte behöva öppna kylaren, bland annat finns risken för läckage mellan vätskor, tex att man får smörjolja i kylvatten på grund av en läckande packning mellan två plattor. Det finns också risk att man av misstag överkomprimerar plattorna vid ihopdragning/montering. Överkomprimering kan innebära att plattorna deformeras och spricker vilket kan medföra läckage mellan vätskorna.

#### Verkningsgrad av plattvärmeväxlare och förbättring
Anledning till att de är så effektiva, är att mellanrummet mellan plattorna är väldigt litet och det tillåter en bra termisk övergång mellan vätskorna. Plattorna är också tunna vilket ger en bra kontakt mellan varandra och avger bra värmeövergång. Plattornas spår är formade så att man inte skall få en laminär strömming utan istället så blir det en turbulent strömning, vilket ökar värmeöverföringen. Plattvärmeväxlare är utformade så att strukturen på plattan skall vara starkare, man skulle kunna illustrera plattorna som ett bikake mönster, därför kan man tillverka tunnare plattor.
För att man ska uppnå förbättring i en plattvärmeväxlare så måste två faktorer uppfyllas, nämligen mängden värmeöverföring och tryckfall, för att man skall uppnå förbättring så skall mängden värmeöverföring ökas och tryckfallet måste minskas. Eftersom plattorna i plattvärmeväxlare är korrugerade, finns det ett motstånd mot flöde, vilket ger en hög friktionsförlust. När man konstruerar plattvärmeväxlare skall man alltså ta hänsyn till båda faktorerna.
En av de viktigaste sakerna att ta hänsyn till är plattgeometrin då det påverkar värmeöverföringen och tryckfallet i plattvärmeväxlare. Eftersom det är ett litet mellanrum mellan plattorna finns det ett stort tryckfall och flödet blir turbulent längs banan. Därför kräver den mer pumpkraft än de andra typerna av värmeväxlare.

##### Plattvärmeväxlare till sjöss
Anledning till att man använder sig av värmeväxlare är för att växla värme mellan vätskor eller gaser. Värmeväxlare kan ha olika strömnings-riktnings konstruktioner, detta betyder då att vätskorna antingen kan flöda medströms, alltså att de flödar åt samma håll. De kan även flöda motströms vilket gör att vätskorna går åt motsatt håll. Den vanligaste typen är motströms, anledning till detta är den vanligaste, är för att på så vis så skapas den maximala överföringen. Alltså att man överför mer värme mellan vätskorna. Fördelar med att använda sig av denna modell är att man kan bygga mindre värmeväxlare, detta är en fördel på fartyg där det ofta är ont om plats, men ändå få upp önskad effekt.

###### Fördelar med plattvärmeväxlare
I plattvärmeväxlare som man använder till sjöss så finns det flera olika användningsområden, det kan till exempel vara att man använder sjövatten för att kyla ner färskvatten, andra användningsområden är kylning av smörjoljan som används av fartygets huvudmaskin men även kylning av fartygets huvudgeneratorer och hjälpmaskiner. Plattvärmeväxlare har en stor funktion och har även ett stort användnings område i fartyget.
Andra fördelar med att använda sig av plattvärmeväxlare är att plattorna hänger på en spårskena, vilket gör att man kan skjuta isär plattorna för rengöring, vilket är en stor fördel när det ont om plats.
Anledningen till att man använder sig av värmeväxlare / avgaspanna på fartyg är för att man under drift skall kunna använda värmen från avgaserna till att koka vatten och tillverka ånga från rökgaserna, denna ånga kan man sen använda för att förvärma, till exempel bränslet till huvudmaskin eller hjälpmaskin. Man kan också använda ångan för att värma lasten på ett tankfartyg. Detta skulle till exempel kunna vara palmolja eller asfalt.

## Länsvattensystem
Vatten och eventuella oljeläckage i ett maskinrum samlas upp i något som kallas för länsgropar. Dessa kan vara utformade som hål eller rännor i vilka oljan rinner ned. Från länsgroparna pumpas det så kallade länsvattnet till en länsvattentank. Från länsvattentanken pumpas vattnet sedan till en länsvattenseparator, som renar vattnet tills det har ett oljeinnehåll av max 15 ppm varefter det pumpas ut i havet. Länsvatten med högre oljeinnehåll pumpas istället till en tank som kallas för sludgetank. Till denna tank kommer även andra spilloljor, såsom de bortseparerade föroreningarna från oljeseparatorn. Denna olja pumpas oftast iland där den tas om hand. Somliga fartyg har dock incineratorer som bränner upp oljan.